# Nowa Wieś Tworoska

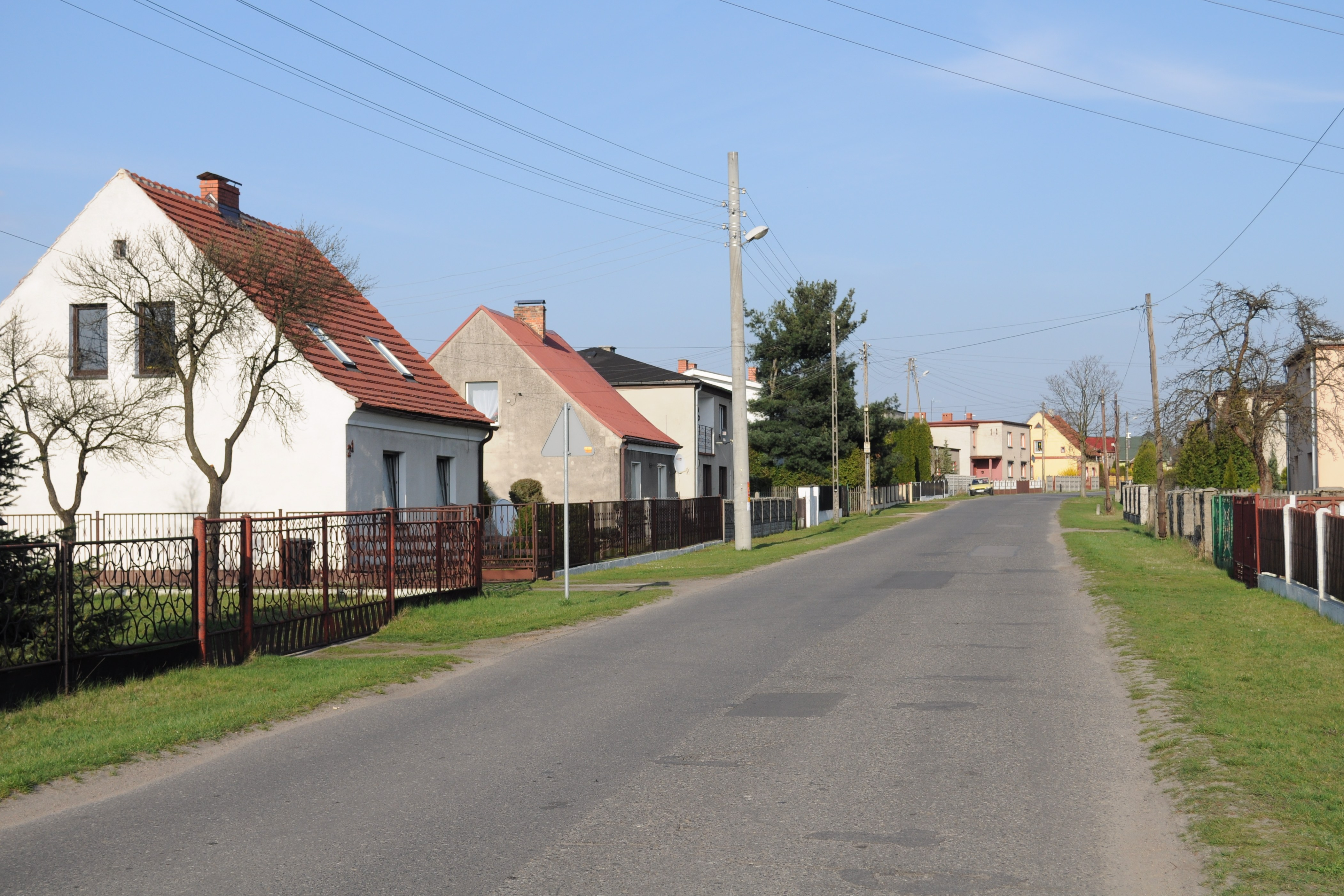
Ortsansicht

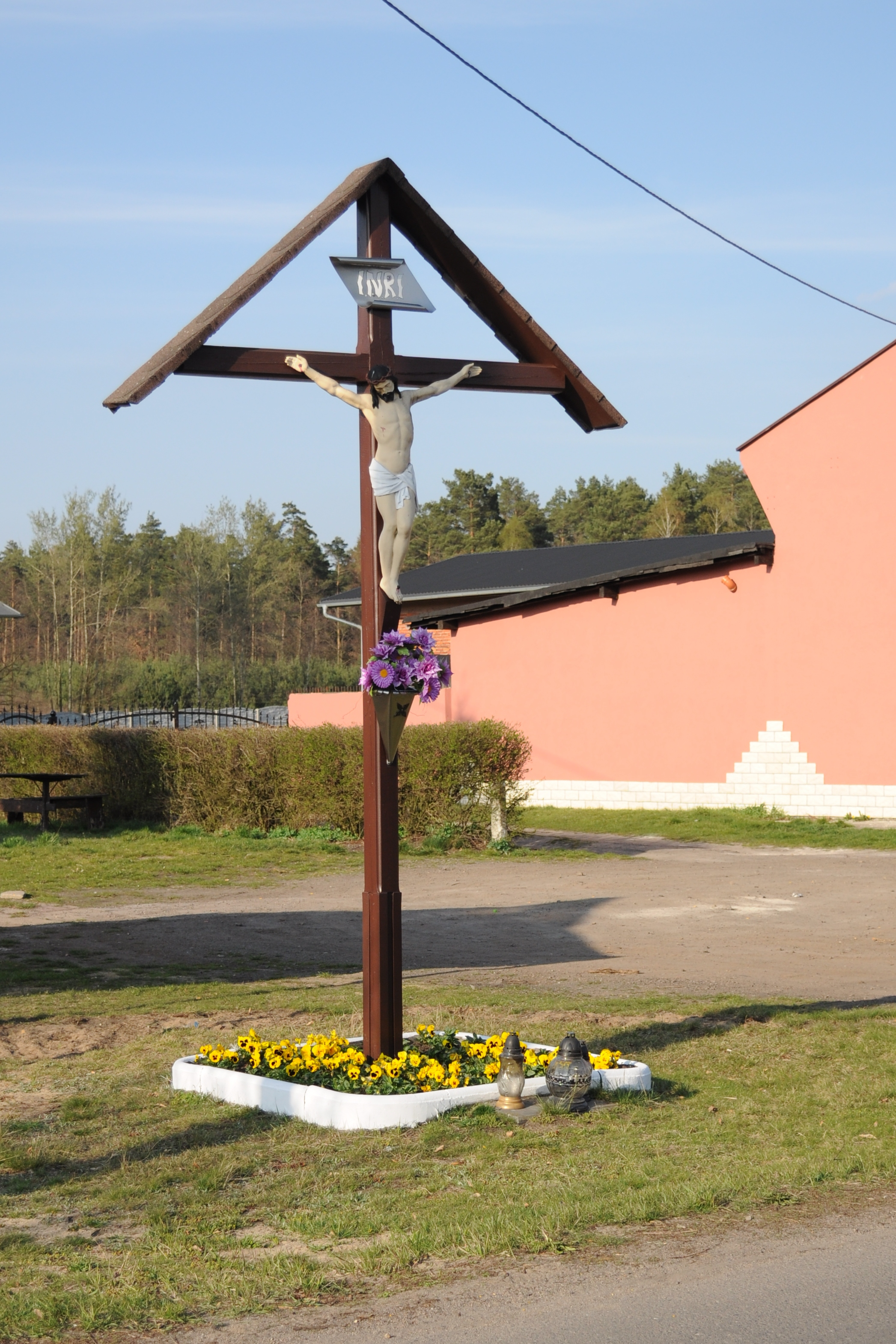
Wegkreuz

Nowa Wieś Tworoska (deutsch Neudorf-Tworog, 1936–1945 Neudorf-Horneck) ist eine Ortschaft in Oberschlesien. Sie liegt in der Gemeinde Tworóg (Tworog) im Powiat Tarnogórski (Kreis Tarnowitz) in der Woiwodschaft Schlesien.

## Geografie
Nowa Wieś Tworoska liegt vier Kilometer östlich vom Gemeindesitz Tworóg, zwölf Kilometer nordwestlich von der Kreisstadt Tarnowskie Góry (Tarnowitz) und 36 Kilometer nordwestlich von der Woiwodschaftshauptstadt Katowice (Kattowitz).

## Geschichte
1865 hatte Neudorf 16 Gärtnerstellen und sieben Häuslerstellen und war gänzlich vom Wald umschlossen.
Bei der Volksabstimmung in Oberschlesien am 20. März 1921 stimmten 6 Wahlberechtigte für einen Verbleib bei Deutschland und 145 für Polen. Neudorf-Tworog verblieb beim Deutschen Reich. 1936 wurde der Ort in Neudorf-Horneck umbenannt. Bis 1945 befand sich der Ort im Landkreis Tost-Gleiwitz.
1945 kam der bisher deutsche Ort unter polnische Verwaltung und wurde in Nowa Wieś Tworoska umbenannt und der Woiwodschaft Schlesien angeschlossen. 1950 kam der Ort zur Woiwodschaft Kattowitz. 1999 kam der Ort zum wiedergegründeten Powiat Tarnogórski und zur neuen Woiwodschaft Schlesien.

## Wappen
Das Wappen zeigt ein Stoßbutterfass.